# Hogar (álbum)
Hogar es el tercer álbum de estudio del grupo mexicano Volován. Fue lanzado en mayo de 2009.
El reto de crear un nuevo álbum de estudio que pudiera superar las expectativas de sus dos anteriores producciones, fue el principal motor de Bruno, Gerardo y Chalo cuando arrancaron el proceso de composición, en el que ahora decidieron mantener involucrado a su productor. "Tenemos muchas cosas en común con Sebastián tanto en lo artístico como a nivel humano... la verdad nunca nos sedujo la idea de los Grammys, más bien el hecho de que es un súper productor", indica Chalo.
La grabación se llevó a cabo en los estudios Phantom Vox, propiedad del conocido compositor e intérprete Draco Rosa. "Fue algo muy fluido y eficiente", indica Gerardo haciendo referencia a la rapidez con la que se desarrolló esta etapa, y es que a diferencia de cómo habían trabajado en otros álbumes o proyectos, en esta ocasión les sorprendió terminar antes de lo planeado. De ahí continuaron con el subjetivo proceso de mezcla que Sebastián realizó en su estudio ya con Volován de vuelta en casa, pero trabajando de forma remota con ellos, llegando a un punto de reunión sónico que se terminó de establecer con la masterización, hecha en Nautilius Mastering de Milán, Italia por Antonio Baglio.
En esta colección de doce tracks, enmarcada por seguridad, evolución y madurez, y apropiadamente titulada Hogar el grupo no traiciona sus orígenes independientes, sino que honra su presente y crece artísticamente, manteniendo como hilo conductor las poderosas composiciones que los han colocado en un envidiable lugar en el mainstream. "El desarrollo que hemos logrado en este álbum es muy notorio, tanto en las letras como en el sonido", menciona Chalo. "Tiene una dualidad en su contenido, es una línea entre el rock y el pop, nostalgia y esperanza, está cargado de sentimientos, es un disco muy humano".

## lista de canciones
1. Hogar – 3:44
2. Solo (Dos palabras) – 3:25
3. Verano Sol – 2:57
4. Nunca – 3:50
5. Judas – 3:38
6. Así Lo Es – 3:41
7. Antrax – 2:54
8. Perdón – 4:00
9. Aire – 3:31
10. Morir Por Ti – 3:25
11. Astros – 3:11
12. No Te Vayas De Mí – 3:25

- Datos: Q5900868